# Век, Петер
Петер Век (нем. Peter Weck; род. 12 августа 1930, Вена) — австрийский актёр и режиссёр.

## Биография
Петер Век родился 12 августа 1930 года в Вене, Австрия.
Изучал актёрское мастерство в Венском университете музыки и исполнительских искусств и на семинаре Макса Рейнхардта. Век дебютировал в кино в 1954 году, сыграв роль Карла Людвига Австрийского в исторической драме 1955 года «Сисси» (1955) с Роми Шнайдер. Век нашёл  себе типаж в комедийных и романтических ролях в лёгких развлекательных фильмах. Он также снялся в ряде копродукций, в роли дирижёра хора Макса Хеллера в музыкальном фильме «Почти ангелы» (1962) и в роли мужа героини Роми Шнайдер  в монументальной драме Отто Премингера «Кардинал» (1963). В 1980-х годах Век сыграл главную роль отца семейства в немецком телевизионном ситкоме «Я наследник семьи».
Начиная с комедийного фильма «Помогите, я люблю близнецов», Век также регулярно работал режиссёром кино и телевидения до 2000-х годов. Он также был успешным режиссёром в ряде театров. Будучи театральным менеджером в Вене в 1980-х годах, он отвечал за немецкоязычные премьеры мюзиклов Эндрю Ллойда Уэббера «Кошки» и «Призрак Оперы».